# Franz-Stefan Gady
Franz-Stefan Gady (* 26. Oktober 1982) ist ein österreichischer Militäranalyst, Politikberater und Journalist. Er ist Associate Fellow am International Institute for Strategic Studies (IISS) in London und berät Regierungen sowie Streitkräfte in Europa und den Vereinigten Staaten zu Strukturreformen, organisatorischer und doktrinärer Entwicklung sowie zur Zukunft der Kriegsführung.

## Leben
Gady hat mehrere Feldforschungen in Konfliktgebieten wie Afghanistan und dem Irak durchgeführt, wobei er unter anderem afghanische Truppen, NATO-Streitkräfte und kurdische Milizen bei Einsätzen begleitete. Er hat als Journalist und Kommentator für renommierte Medien wie die New York Times, die Financial Times, Foreign Affairs, Foreign Policy, die Frankfurter Allgemeine Zeitung und die Kleine Zeitung geschrieben.
Im Oktober 2024 veröffentlichte Gady sein Buch Die Rückkehr des Krieges: Warum wir wieder lernen müssen, mit Krieg umzugehen, in dem er die konstante Natur des Krieges und sich wandelnde Formen der Kriegsführung analysiert. Das Buch ist für den Deutschen Sachbuchpreis 2025 nominiert.
Gady ist häufig als Experte in Medien präsent und gibt Einschätzungen zu aktuellen militärischen Konflikten, insbesondere zum russischen Überfall auf die Ukraine seit Februar 2022. Er betont die Bedeutung glaubhafter militärischer Abschreckung und die Notwendigkeit, sich auf kommende Konflikte vorzubereiten.

## Veröffentlichungen
- Die Rückkehr des Krieges: Warum wir wieder lernen müssen, mit Krieg umzugehen. Quadriga, 2024, ISBN 978-3-86995-142-3.[8]